# Абагур
Абагу́р (вариант — Абагу́р-Лесно́й по названию ж/д станции) — упразднённый посёлок городского типа, с 2004 года включен в состав города Новокузнецка Кемеровской области России.

## География
Расположен на левом берегу реки Томь, при впадении Кондомы. Население — около 5 тыс. чел. (2012 год).

## Этимология
По основной версии, название происходит от имени древнего шорского поселения Аба-Тура. Так, Георгий Блынский, при усвоении названия Аба-Тура, превратил его в Абагур, поменяв «т» на «г». По другой версии, поселение было названо по имени реки Абагур. Так могли называться Кондома или Томь. Видимо, кеты-ассаны проживали в этих местах в то время, когда рядом с ними обитали племена иранского происхождения. Последние все сколько-нибудь крупные реки именовали «ап» (аб, об). Кондома или Томь могли в то время называться «Аб» (ап, об). Кеты-ассаны присоединили к Аб свой географический термин «гур» — «река». в процессе фонетических изменений название приобрело форму Абагур. Реки (Кондома или Томь) утратили древнее своё название Абгур («река»), но оно сохранилось в названии шорского поселения Абагурский улус, имя которого и получил современный посёлок.

## История
Отряды русских служилых людей, в том числе и томских татар, не превышавшие сорока человек, с осени 1609 года базировались в волости Базаяка. В 1610 году они основали Абинский городок (Аба-тур, позднее Абагур) близ Абинского улуса, выше устья Кондомы.
До 1928 года Абагур был преимущественно шорским улусом. В последний год НЭПа здесь были построены гавань и бараки для рабочих. По сути, Абагур стал полноценным поселением в 1929 году в связи со строительством колоний для спецпереселенцев и пленных немцев. Около этих «зон» строились дома, предприятия. Первым крупным предприятием стал лесозавод, вступивший в строй в 1931 году. В 1957 году посёлок Абагур был преобразован в посёлок городского типа. С 2004 года вошёл в состав города Новокузнецка.
Для строительства железной дороги Новокузнецк — Абакан в 1948 году была основана ПМС-2 ЗСЖД; до 1960 года это был просто «Поезд-154», вагончики которого стояли на запасных путях станции «Абагур-Лесной».
В посёлке находился ЛИУ-16 («тубзона»), в которой содержатся заключённые с заболеваниями ВИЧ и туберкулёз.

## Население
| 1959 | 1970  | 1979  | 1989  | 2002  |
| ---- | ----- | ----- | ----- | ----- |
| 6209 | ↘5885 | ↘4695 | ↘4084 | ↗6696 |

## Экономика
- Ремонтно-механические мастерские
- Гравийный завод
- Производство рукавов высокого давления ООО «Сварог»
- Путевая машинная станция № 2 ОАО «РЖД»

Водоснабжение посёлка осуществляется ООО «Комсервис».

## Транспорт
В посёлке расположена железнодорожная станция, через которую пять раз в сутки проходит электропоезд Новокузнецк — Междуреченск.
Хотя посёлок и входит в состав Центрального района Новокузнецка (расстояние по прямой до которого около 3 км), автобусное движение до остановки «Привокзальная площадь» организовано через Орджоникидзевский, Кузнецкий и Центральный районы протяжённостью около 27 км (маршрут № 56, время хода около 68 минут, оборот 165 минут). Связано это с тем, что в ледоход 2005 года уплыл понтонный мост через реку Кондома. Маршрут № 56 обслуживается ООО «Питеравто» и является самым опасным в городе, так как дорога от Абагура-Лесного до посёлка Притомский — грунтовая с большими уклонами, без ограждений идущая вдоль обрывов, с неохраняемыми железнодорожными переездами.

## Инфраструктура
На территории расположены административные участки 18 и 19 Левобережного РОВД Новокузнецка. На участке расположено:
- 37 жилых многоквартирных домов, 963 жилых домов индивидуального строения;
- административное здание ТУ «Абагур» (внутри находится аптечный пункт, представитель АН «Номинал»);
- Пожарно-спасательная часть № 6
- Лечебно-исправительное учреждение № 16 ГУ ФСИН России по Кемеровской области[5];
- ООШ № 16;
- Детский сад № 35;
- Библиотека «Перспектива»;
- Поликлиника № 12;
- Управляющая компания — ООО «Комсервис»;
- 6 котельных и 7 машинно-насосных станций;
- Производственное предприятие ОАО «Сварог»;
- Путевая машинная станция № 2 ОАО «РЖД»;
- Муниципальное предприятие коммунальных услуг (баня);
- 10 объектов розничной торговли (магазины, киоски);
- Церковь божией матери в честь иконы «Взыскания погибшим»

На территории обслуживаемого административного участка зарегистрировано 3968 человек.